# Рафиз Алити
Рафиз Алити (на албански: Rafiz Aliti; на македонска литературна норма: Рафиз Аљити) е политик от Северна Македония, член на Демократичния съюз за интеграция, бивш член на Армията за национално освобождение, известен като командир Мъсуси.

## Биография
Алити е роден в скопското село Радуша на 29 април 1959 година. Завършва гимназията „Зеф Луш Марку“ в Скопие, а висше образование - във Факултета за физичекса култура в Прищинския университет, Косово. По време на конфликта от 2001 година взема активно участие в Армията за национално освобождение и добива командирски функции. Псевдонимът му е командир Мъсуси (Mësusi) и отговаря за района на Радуша. След края на конфликта взема активно участие във формирането на Демократичния съюз за интеграция, на който е подпредседател.. Депутат е в три парламента (2002-2006, 2006-2008 и 2008-2009) От юли 2008 година е избран за подпредседател на Събранието на Република Македония. Знае сръбски и хърватски език. Женен е и живее в Радуша.